# 文華影片公司
文華影片公司（Jp:ぶんかえいへんこうし; En:Wenhua Film Company; Zh:文華影业公司; simplified Chinese: 文华影业公司; traditional Chinese: 文華影業公司; pinyin: Wénhuà yǐngyè gōngsī; Jyutping: win8 khuah2 peng7 yaau0 kung6 si1; lit. 'Culture China Film Company')は、1946年に、中国の上海市に創業した、民間の映画会社。文華影業公司（Jp:ぶんかえいぎょうこうし）と称されることもある。創立者は呉性栽、経営責任者は呉邦藩で、陸潔が撮影所長を務め、撮影所は現在の上海市徐家匯、もとの聯華影業公司の撮影所の跡地にあった。
1949年に中華人民共和国が成立した後，呉性栽はイギリス領香港へ赴き、文華はほとんど休業状態となった。しかし、その後、政府の援助を受けて、文華は映画制作を再開した。1952年、文華は上海聯合電影制片廠に併合され、最終的には上海電影制片廠に統合された。

## 歴史
この映画会社を1946年に創業した呉性栽は、かつて1930年代半ばに聯華影業公司を運営していた実業家であった。文華は、呉の意向を受けて、低予算の芸術映画、洗練されたコメディ、意識の高いドラマに注力した。そうした作品は、フェミニズムなど当時の社会問題に焦点を当てたり、西洋文学の翻案をすることもしばしばあった。周璇が主演した1947年の映画『夜店 (Night Inn)』は、マクシム・ゴーリキーの『どん底』の翻案であり、他方では、桑弧と張愛玲が組んだ1947年の映画『太太萬歳 (Long Live the Missus!)』のようなコメディも作られた。しかし、初期の同社で最も広く知られた作品は、費穆の傑作である1948年の映画『田舎町の春（小城之春 Spring in a Small Town）』であった。
崑崙影業公司 (Kunlun Film Company) に代表されるような、他の民間映画会社と同じように、文華も、共産党支配の確立後も引き続き運営を継続し、人気俳優で映画監督でもあった石揮を起用して作品を作り続け、老舎の小説『私の一生』を原作とした1950年の映画『我這一辈子』、茅盾の作品を踏まえた同じく1950年の『腐蝕』、1951年の戦争映画『関連長』などが制作された。他にも数多くの作品が制作され、特に1950年の映画『太平春』のように、共産主義以前のヒューマニズムの伝統に近づきすぎているとして批判された作品もあった。1952年には、石揮が共産党の支持を失い、文華も、上海に多くの残存していた他の民間映画会社と同じように、統合されて国家管理の下に入った。

## おもな作品
- 不了情[1] - 1947年
- 太太萬歳[1] - Long Live the Missus! - 1947年
- 夜店 - Night Inn - 1947年
- 田舎町の春 - 小城之春 - 1948年
- 哀楽中年[8] - 1949年
- 我這一辈子 - 1950年
- 太平春 - 1950年
- 腐蝕 - 1950年
- 姉姉妹妹站起來 - 姊姊妹妹站起來 - 1951年
- 関連長 - 1951年

## 参考資料
- 《海上浮世绘——文华影片公司初探》，黄望莉，中国电影出版社
- 《从都市景观到革命呈现——文华电影研究》，黄望莉，上海世纪出版社
- Brown, Jeremy & Pickowicz, Paul. Dilemmas of Victory: The Early Years of the People's Republic of China. Harvard University Press, 2007. ISBN 0-674-02616-0.
- Zhang, Yingjin. Chinese National Cinema. Routledge, 2004. ISBN 0-415-17290-X.